# Jean-Michel Chapoulie
Pour les articles homonymes, voir Chapoulie.
Jean-Michel Chapoulie est un sociologue français né en 1941. Il enseigne la sociologie de l'éducation à l'Université Paris 1. Il a plus particulièrement travaillé sur l'éducation et l'enseignement professionnel en France.
Il réalise aussi de nombreux ouvrages et articles à propos de l'École de Chicago en sociologie. Il est, en effet, un de ceux qui ont participé à faire connaître cette tradition sociologique en France, notamment après avoir fréquenté les tenants de cette école aux États-Unis en compagnie du sociologue Jean Peneff.
Étudiant les terrains d'observation et les pratiquant lui-même, il s'est aussi interrogé sur la construction des objets en sociologie, aboutissant parfois à une forme de "pessimisme" autour de la possibilité d'établir des résultats robustes en sciences sociales.